# Rättviks gammelgård

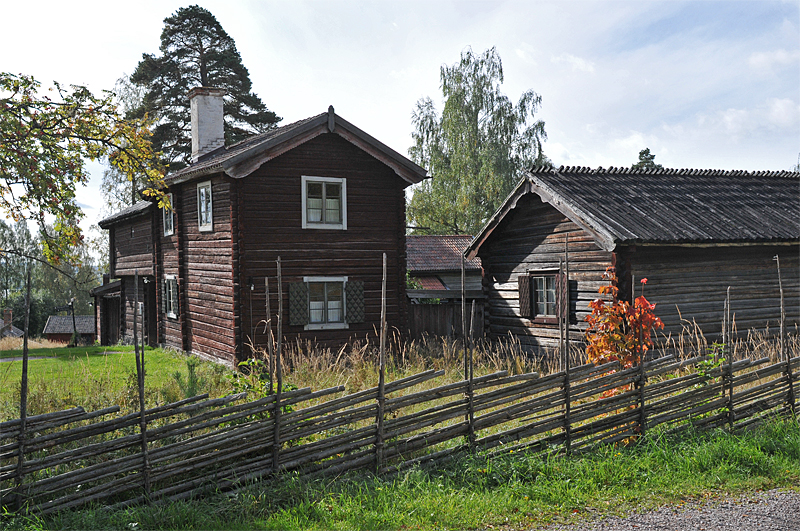
Rättviks gammelgård.

Rättviks gammelgård är Rättviks hembygdsgård belägen strax norr om Rättviks kyrka vid  Sjurbergsvägen. Hembygdsgården består av ett 30-tal byggnader från olika byar i Rättviks socken. Gården är uppbyggd som en tidstypisk rättviksgård med gårdens viktigaste byggnader samlade i en fyrkant.
Kärnbebyggelsen inom området utgörs av en kringbyggd gård, med parstuga, loftbod med portlider och ekonomibyggnader. I övrigt finns inom området 25 byggnader, bland vilka märks härbren, loftbodar, stolpbod, torpstuga, fjös, lada samt en samling fäbodstugor, bland annat ett eldhus från 1300-talet.
Omedelbart innanför ingången till gammelgården finns två milstenar. 
Den ena i järn med texten:
1/4. 
Den andra i kalksten med texten: G.R.S TIL FALVN 5 MIL 1772.

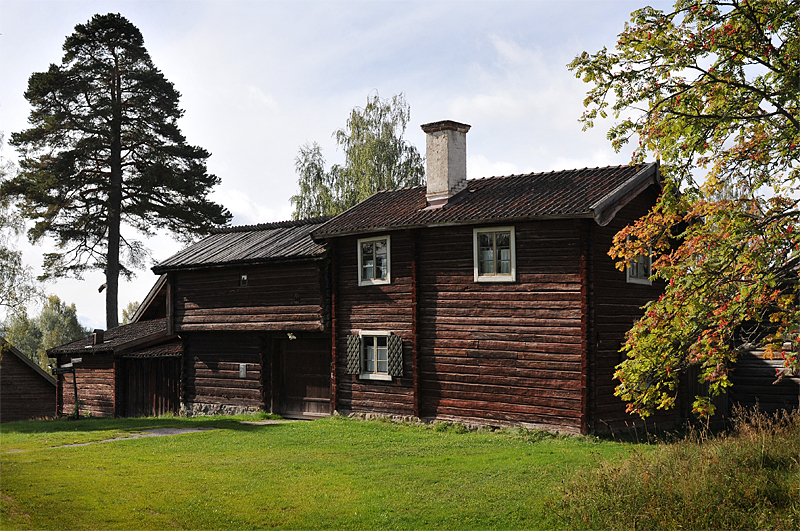
Parstugan.
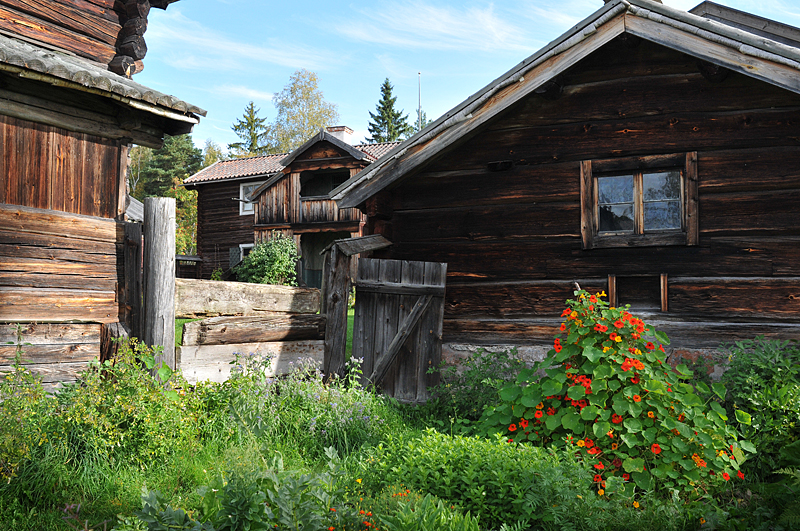
Vy mot innergården.
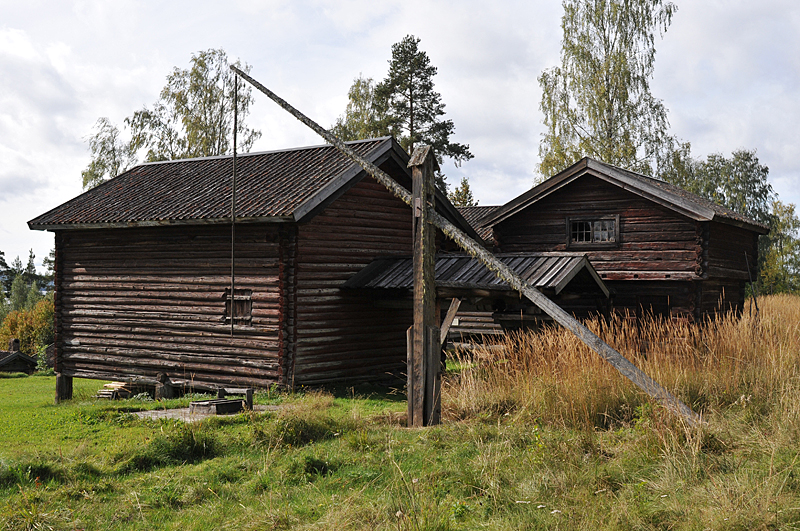
Brunn med brunnsstång.
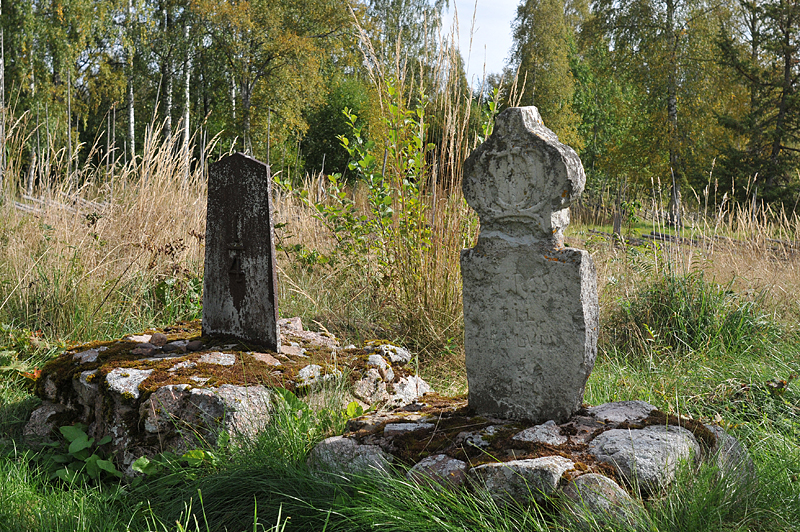
Milstenar.